# Aleksandra Urbańczyk
Aleksandra Urbańczyk (Łódź, 13 november 1987) is een Poolse zwemster.

## Carrière
Bij haar internationale debuut, op de wereldkampioenschappen zwemmen 2003 in Barcelona, strandde Urbańczyk in de series van de 200 meter wisselslag. Op de Europese kampioenschappen kortebaanzwemmen 2003 in Dublin eindigde de Poolse als vierde op de 200 meter wisselslag en als zevende op de 100 meter vlinderslag, op de 50 meter vlinderslag werd ze uitgeschakeld in de halve finales.
Tijdens de Europese kampioenschappen kortebaanzwemmen 2004 in Wenen veroverde Urbańczyk de Europese titel op de 100 meter wisselslag, daarnaast sleepte ze de zilveren medaille in de wacht op de 200 meter wisselslag en eindigde ze als vierde op de 50 meter vlinderslag.
In Montreal nam de Poolse deel aan de wereldkampioenschappen zwemmen 2005. Op dit toernooi strandde ze in de series van zowel de 50 als de 100 meter vlinderslag. Op de Europese kampioenschappen kortebaanzwemmen 2005 in Triëst behaalde Urbańczyk de zilveren medaille op de 200 meter wisselslag, daarnaast eindigde ze als vierde op de 100 meter wisselslag en als zesde op de 50 meter vlinderslag.
Tijdens de Europese kampioenschappen zwemmen 2006 in Boedapest eindigde de Poolse als achtste op de 50 meter vlinderslag, daarnaast werd ze uitgeschakeld in de halve finales van de 100 meter vlinderslag en in de series van de 200 meter wisselslag. Op de 4x100 meter wisselslag strandde ze samen met Katarzyna Staszak, Beata Kamińska en Paulina Barzycka in de series. In Helsinki nam Urbańczyk deel aan de Europese kampioenschappen kortebaanzwemmen 2006. Op dit toernooi veroverde ze de bronzen medaille op de 200 meter wisselslag, daarnaast eindigde ze als vierde op de 100 meter wisselslag en werd ze uitgeschakeld in de halve finales van de 100 meter vlinderslag.
Op de wereldkampioenschappen zwemmen 2007 in Melbourne strandde de Poolse in de series van zowel de 50 als de 100 meter vlinderslag, samen met Katarzyna Baranowska, Agata Zwiejska en Paulina Barzycka werd ze uitgeschakeld in de series van de 4x200 meter vrije slag. Tijdens de Europese kampioenschappen kortebaanzwemmen 2007 in Debrecen sleepte Urbańczyk de zilveren medaille in de wacht op de 100 meter wisselslag, daarnaast eindigde ze als zesde op de 200 meter wisselslag en strandde ze in de halve finales van de 50 meter vrije slag.
In Eindhoven nam de Poolse deel aan de Europese kampioenschappen zwemmen 2008. Op dit toernooi werd ze uitgeschakeld in de halve finales van de 200 meter wisselslag en in de series van zowel de 50 als de 100 meter vlinderslag. Op de wereldkampioenschappen kortebaanzwemmen 2008 in Manchester strandde Urbańczyk in de halve finales van de 100 meter wisselslag en in de series van de 200 meter wisselslag. Tijdens de Europese kampioenschappen kortebaanzwemmen 2008 in Rijeka eindigde de Poolse als achtste op de 100 meter wisselslag, op de 50 meter vrije slag en de 200 meter wisselslag werd ze uitgeschakeld in de series. Op de 4x50 meter wisselslag strandde ze samen met Zuzanna Mazurek, Beata Kamińska en Katarzyna Wilk in de series. 

### 2009-heden
In Istanboel nam Urbańczyk deel aan de Europese kampioenschappen kortebaanzwemmen 2009. Op dit toernooi eindigde ze als vierde op de 50 meter rugslag en als tiende op de 100 meter wisselslag, samen met Karolina Szczepaniak, Agata Korc en Katarzyna Wilk eindigde ze als zesde op de 4x50 meter wisselslag.
Op de Europese kampioenschappen zwemmen 2010 in Boedapest werd de Poolse uitgeschakeld in de halve finales van zowel de 50 meter vrije slag als de 50 meter rugslag, op de 50 meter vlinderslag strandde ze in de series. Tijdens de wereldkampioenschappen kortebaanzwemmen 2010 in Dubai werd Urbańczyk uitgeschakeld in de halve finales van zowel de 50 meter rugslag als de 100 meter wisselslag, op de 50 meter vrije slag strandde ze in de series.
In Szczecin nam de Poolse deel aan de Europese kampioenschappen kortebaanzwemmen 2011. Op dit toernooi eindigde ze als vierde op de 50 meter rugslag en als zevende op de 50 meter vrije slag, op de 4x50 meter wisselslag legde ze samen met Ewa Scieszko, Anna Dowgiert en Katarzyna Wilk beslag op de bronzen medaille.
Op de Europese kampioenschappen zwemmen 2012 in Debrecen werd Urbańczyk uitgeschakeld in de halve finales van de 50 meter vrije slag, samen met Alicja Tchorz, Ewa Scieszko en Anna Dowgiert strandde ze in de series van de 4x100 meter wisselslag. Tijdens de wereldkampioenschappen kortebaanzwemmen 2012 in Istanboel veroverde de Poolse de bronzen medaille op de 50 meter rugslag, op de 50 meter vlinderslag werd ze uitgeschakeld in de halve finales.
In Barcelona nam Urbańczyk deel aan de wereldkampioenschappen zwemmen 2013. Op dit toernooi strandde ze in de halve finales van zowel de 50 meter vrije slag als de 50 meter rugslag.

## Internationale toernooien
| Jaar | Olympische Spelen | WK langebaan                                                   | WK kortebaan                                           | EK langebaan                                                                     | EK kortebaan                                                                   |
| ---- | ----------------- | -------------------------------------------------------------- | ------------------------------------------------------ | -------------------------------------------------------------------------------- | ------------------------------------------------------------------------------ |
| 2003 |                   | 18e 200m wisselslag                                            |                                                        |                                                                                  | 10e 50m vlinderslag 7e 100m vlinderslag 4e 200m wisselslag                     |
| 2004 | geen deelname     |                                                                | geen deelname                                          | geen deelname                                                                    | 4e 50m vlinderslag · 100m wisselslag · 200m wisselslag                         |
| 2005 |                   | 17e 50m vlinderslag 25e 100m vlinderslag                       |                                                        |                                                                                  | 6e 50m vlinderslag · 4e 100m wisselslag · 200m wisselslag                      |
| 2006 |                   |                                                                | geen deelname                                          | 8e 50m vlinderslag 15e 100m vlinderslag 21e 200m wisselslag 9e 4x100m wisselslag | 16e 100m vlinderslag · 4e 100m wisselslag · 200m wisselslag                    |
| 2007 |                   | 24e 50m vlinderslag 36e 100m vlinderslag 15e 4x200m vrije slag |                                                        |                                                                                  | 14e 50m vrije slag · 100m wisselslag · 6e 200m wisselslag                      |
| 2008 | geen deelname     |                                                                | 13e 100m wisselslag 14e 200m wisselslag                | 29e 50m vlinderslag 32e 100m vlinderslag 13e 200m wisselslag                     | 44e 50m vrije slag 8e 100m wisselslag 11e 200m wisselslag 14e 4x50m wisselslag |
| 2009 |                   | geen deelname                                                  |                                                        |                                                                                  | 4e 50m rugslag 10e 100m wisselslag 6e 4x50m wisselslag                         |
| 2010 |                   |                                                                | 21e 50m vrije slag 16e 50m rugslag 12e 100m wisselslag | 16e 50m vrije slag 9e 50m rugslag 30e 50m vlinderslag                            | geen deelname                                                                  |
| 2011 |                   | geen deelname                                                  |                                                        |                                                                                  | 7e 50m vrije slag · 4e 50m rugslag · 4x50m wisselslag                          |
| 2012 | geen deelname     |                                                                | 50m rugslag · 10e 50m vlinderslag                      | 12e 50m vrije slag serie 50m rugslag 10e 4x100m wisselslag                       | geen deelname                                                                  |
| 2013 |                   | 12e 50m vrije slag 10e 50m rugslag                             |                                                        |                                                                                  | 12-15 december                                                                 |

## Persoonlijke records
Bijgewerkt tot en met 10 augustus 2013
Kortebaan
| Afstand         | Tijd    | Datum            | Plaats    |
| --------------- | ------- | ---------------- | --------- |
| 50m vrije slag  | 24,27   | 10 augustus 2013 | Berlijn   |
| 50m rugslag     | 26,12   | 10 augustus 2013 | Berlijn   |
| 50m vlinderslag | 26,00   | 13 december 2012 | Istanboel |
| 100m wisselslag | 59,23   | 8 augustus 2013  | Eindhoven |
| 200m wisselslag | 2.10,64 | 9 december 2004  | Wenen     |

Langebaan
| Afstand         | Tijd    | Datum           | Plaats                  |
| --------------- | ------- | --------------- | ----------------------- |
| 50m vrije slag  | 25,01   | 3 augustus 2013 | Barcelona               |
| 50m rugslag     | 28,21   | 15 juni 2013    | Olsztyn                 |
| 50m vlinderslag | 26,83   | 21 mei 2006     | Ostrowiec Świętokrzyski |
| 200m wisselslag | 2.16,32 | 20 maart 2008   | Eindhoven               |